# روپرت فریزر
روپرت فریزر (انگلیسی: Rupert Frazer؛ زادهٔ ۱۲ مارس ۱۹۴۷) بازیگر اهل بریتانیا است.
از فیلم‌ها یا مجموعه‌های تلویزیونی که وی در آن‌ها نقش داشته‌است، می‌توان به دانتون ابی، گاندی، امپراتوری خورشید و کلئوپاتراها اشاره نمود.